# 조설근

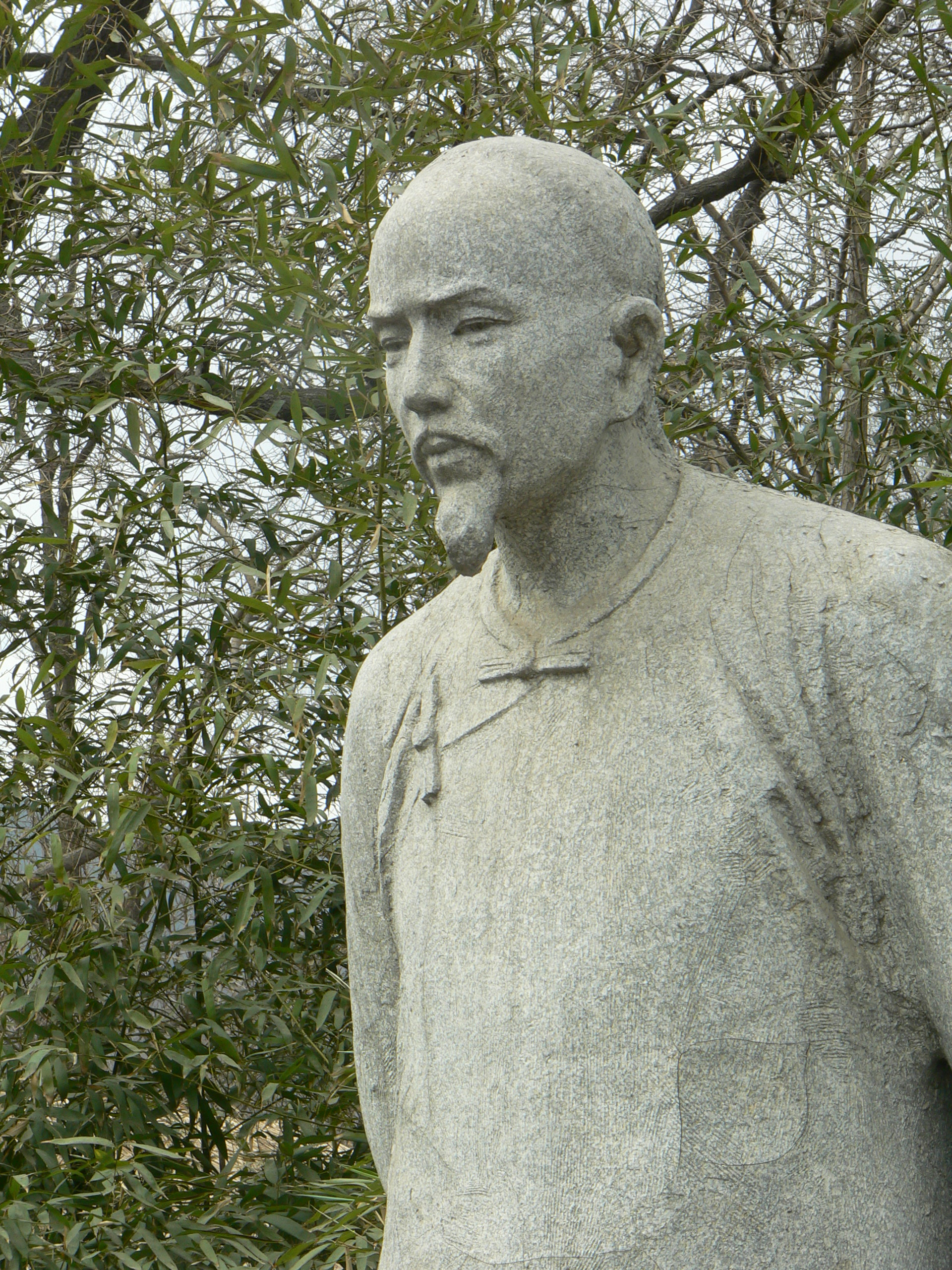
조설근의 동상

조설근(중국어: 曹雪芹, 병음: Cáo Xuěqín 차오쉐친[*], 1724년? ~ 1763년?)은 가장 많은 사랑을 받은 중국어 소설 중 하나인 홍루몽의 지은이다. 내무부(內務府) 정백기(正白旗) 기고좌령(旗鼓佐領) 출신이다.

## 생애
조부는 강희제 때 강남의 벼슬아치로 청조를 위해 정보수집 활동을 했던 조인이라는 인물이다. 강희제의 총애를 받아 막대한 부를 축적하고, 조설근의 부친도 그 일자리를 이었지만, 옹정제 때 그 총애를 잃어버리고, 재산은 몰수되었다. 조설근의 가족은 후에 북경(베이징)의 서쪽 교외으로 이전하였으며, 조설근이 홍루몽을 썼던 18세기 전반에는 죽을 먹을 만큼 궁핍한 생활을 하기에 이르렀다. 이 때문에 조설근에 대해서는 알려지지 않은 것이 많다. 말년에는 그림을 팔며 매우 가난하게 살았다. 그의 작품중에 절벽과 기암을 그린 것들이 인기가 많았다. 그가 죽었을 때 홍루몽은 거의 완성된 상태였으며 그의 작품들은 다른 사람들에 의하여 세상에 알려졌다.

## 같이 보기
- 중국 문학